# Доброславци
Доброславци (болг. Доброславци) — село в Болгарии. Находится в Городской области Софии, входит в общину Столична. Население составляет 1 005 человек.

## Политическая ситуация
В местном кметстве Доброславци, в состав которого входит Доброславци, должность кмета (старосты) исполняет Светла Георгиева Цончева (независимый) по результатам выборов.
Кмет (мэр) общины Столична — Бойко Методиев Борисов (Граждане за европейское развитие Болгарии (ГЕРБ)) по результатам выборов.